# Jo Kyung-ran
Jo Kyung-ran (en coréen : 조경란) est une auteure sud-coréenne née à Séoul en 1969. Elle a écrit notamment Mise en bouche.

## Biographie
Née en 1969 à Séoul, elle fait ses études à l'Institut des arts de Séoul dans le domaine de l'écriture créative et fait ses débuts avec Un magasin de lunettes nommé France (1996). Elle fut couronnée la même année par le concours des jeunes écrivains avec sa nouvelle Le Temps de cuire le pain. C'est ainsi qu'elle commence sa carrière en 1996, elle publie alors plusieurs romans dont les thèmes s’inspirent de la vie quotidienne.

## Œuvre
Jo Kyung-ran dépeint dans ses récits les événements les plus anodins du quotidien pour mieux montrer les problèmes et le risque d'aliénation de la vie contemporaine. Elle tente de saisir l’infime possibilité de former des relations humaines significatives entre les êtres malgré la dureté du monde qui nous entoure, le consumérisme et une certaine obsession de l'image et de la sexualité.
Elle est ainsi connue pour ses descriptions délicates des expériences les plus infimes du quotidien. Plutôt qu'une description narrative de ces épisodes, elle se concentre sur les impressions que ses épisodes laissent aux personnages avec précision et sensibilité. 
En 2003, elle remporte le prix de littérature contemporaine (Hyundae Munhak), et en 2008, le Prix Dong-in pour J'ai acheté des ballons.

### Romans
- 복어 Le poisson-globe (2010)
- 혀 Mise en bouche (2007 / Éditions Philippe Rey, 2010)
- 우리는 만난 적이 있다 Nous nous sommes déjà vus (2001)
- 가족의 기원 L’Origine de la famille (1999)
- 빵 굽는 시간 (Sikppang gumneun sigan) Le Temps de cuire du pain (1996)

### Recueils de nouvelles
- 풍선을 샀어 (Pungseoneul sasseo) J’ai acheté des ballons (2008)
- 국자이야기 L’Histoire de la louche (2004)
- 코끼리를 찾아서 À la recherche d’un éléphant (2002)
- 나의 자줏빛 소파 Mon canapé violet (2000)
- 불란서 안경원 (Bullanseo angyeongwon) Un magasin de lunettes nommé France, aussi appelé Chez l'opticien de France (1997)

### Essai
- 악어이야기 L’Histoire du crocodile (2003)